# Big World
Albums de Joe Jackson
Body and Soul
(1984) Will Power
(1987)
Singles
1. Right and Wrong
Sortie : 1986
2. Home Town
Sortie : 1986

Big World est le septième album studio de Joe Jackson, sorti en mars 1986.
L'album a été enregistré au Roundabout Theatre de New York du 22 au 25 janvier 1986 face à un public d'invités. L'intention de Joe Jackson et du réalisateur David Kershenbaum était de saisir l'intensité et la spontanéité d'une performance live, sans le bruit du public. Pour cela, il demanda à l'audience de rester silencieuse pendant que le concert était enregistré, ce qui fait qu'on n'entend aucun applaudissement. Les sources sonores ont été transmises directement à une console de mélange puis à un magnétophone numérique stéréo, donc sans possibilité de modification ultérieure.
La version vinyle de Big World est un double album dont seulement trois faces contiennent de la musique, la quatrième face porte la mention « there is no music on this side » (il n'y a pas de musique sur cette face). La version CD comprend un seul disque sur lequel on retrouve les quinze titres.
Sur la pochette, illustrée par un dessin de Serge Clerc, le titre « Big World » s'affiche en français, persan, mandarin, grec, néerlandais, coréen, thaï, russe, irlandais, arménien, hindi, hébreu, indonésien, arabe et polonais. Au verso, on retrouve le même titre écrit en vietnamien, suédois, suisse allemand, turc, espagnol, swahili, italien, danois, finnois, gallois et hongrois. Le livret comprend huit pages dans lesquelles on trouve les paroles des quinze chansons ainsi que les informations de production en anglais, allemand, japonais, français, italien et espagnol.
L'album s'est classé 34e au Billboard 200.

## Liste des titres
Toutes les chansons sont écrites et composées par Joe Jackson.
| 1. | Wild West           | 4:37 |
| 2. | Right and Wrong     | 4:35 |
| 3. | (It's a) Big World  | 4:44 |
| 4. | Precious Time       | 3:23 |
| 5. | Tonight and Forever | 2:31 |

| 1. | Shanghai Sky             | 5:10 |
| 2. | Fifty Dollar Love Affair | 3:38 |
| 3. | We Can't Live Together   | 5:25 |
| 4. | Forty Years              | 4:26 |

| 1. | Survival          | 2:19 |
| 2. | Soul Kiss         | 4:44 |
| 3. | The Jet Set       | 3:50 |
| 4. | Tango Atlantico   | 2:58 |
| 5. | Home Town         | 3:12 |
| 6. | Man in the Street | 5:05 |

| Face D : There Is No Music on This Side | Face D : There Is No Music on This Side | Face D : There Is No Music on This Side | Face D : There Is No Music on This Side | Face D : There Is No Music on This Side | Face D : There Is No Music on This Side | Face D : There Is No Music on This Side | Face D : There Is No Music on This Side | Face D : There Is No Music on This Side | Face D : There Is No Music on This Side |
| No                                      | Titre                                   | Durée                                   |                                         |                                         |                                         |                                         |                                         |                                         |                                         |
| --------------------------------------- | --------------------------------------- | --------------------------------------- | --------------------------------------- | --------------------------------------- | --------------------------------------- | --------------------------------------- | --------------------------------------- | --------------------------------------- | --------------------------------------- |

## Personnel
- Joe Jackson : chant, piano, accordéon, mélodica
- Rick Ford : basse, guitare acoustique, chant
- Vinnie Zummo : guitare, chant
- Gary Burke : batterie
- Joy Askew, Nikki Gregeroff, Peter Hewlett et Curtis King, Jr. : chœurs